# Anne Applebaum
Anne Elizabeth Applebaum (Washington D.C., 25 juli 1964) is een Amerikaanse journaliste, bekend om haar studies en artikelen gewijd aan de geschiedenis van het communisme en aan de ontwikkeling van een burgermaatschappij in Midden- en Oost-Europa.

## Biografie
Anne Applebaum werd in Washington D.C. geboren als de dochter van de advocaat Harvey M. Applebaum en Elizabeth Bloom. Ze behaalde haar bachelor aan de Yale-universiteit in geschiedenis en literatuur. Vervolgens behaalde ze haar master in internationale betrekkingen op de London School of Economics en studeerde vervolgens aan de Universiteit van Oxford. In 1988 werd ze voor The Economist correspondente in Polen. Voor deze krant, maar ook voor The Independent schreef ze artikelen over de sociale en politieke transities in Oost-Europa voor en na de Val van de Berlijnse Muur.
In de jaren negentig schreef ze voor diverse kranten columns, maar keerde in 1998 terug naar Polen waar ze begon aan haar historisch onderzoek voor het boek Gulag: a history. Voor dit boek ontving ze in 2004 een Pulitzer-prijs. Tussen 2002 en 2006 was ze als columniste verbonden aan The Washington Post en maakte daar eveneens deel uit van de hoofdredactie. In 2024 ontving zij de Vredesprijs van de Duitse Boekhandel.

## Persoonlijk
Ze woont met haar echtgenoot, de Poolse minister van Buitenlandse Zaken Radosław Sikorski, in Polen. Ze hebben twee kinderen. In 2013 verkreeg ze de Poolse nationaliteit en ze spreekt naast Engels ook Russisch en Pools.